# Corpo Nazionale Soccorso Alpino e Speleologico

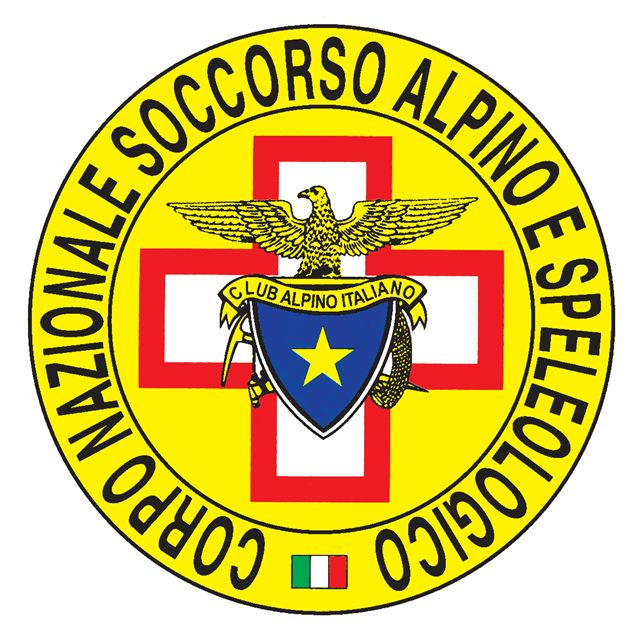
Wappen des CNSAS

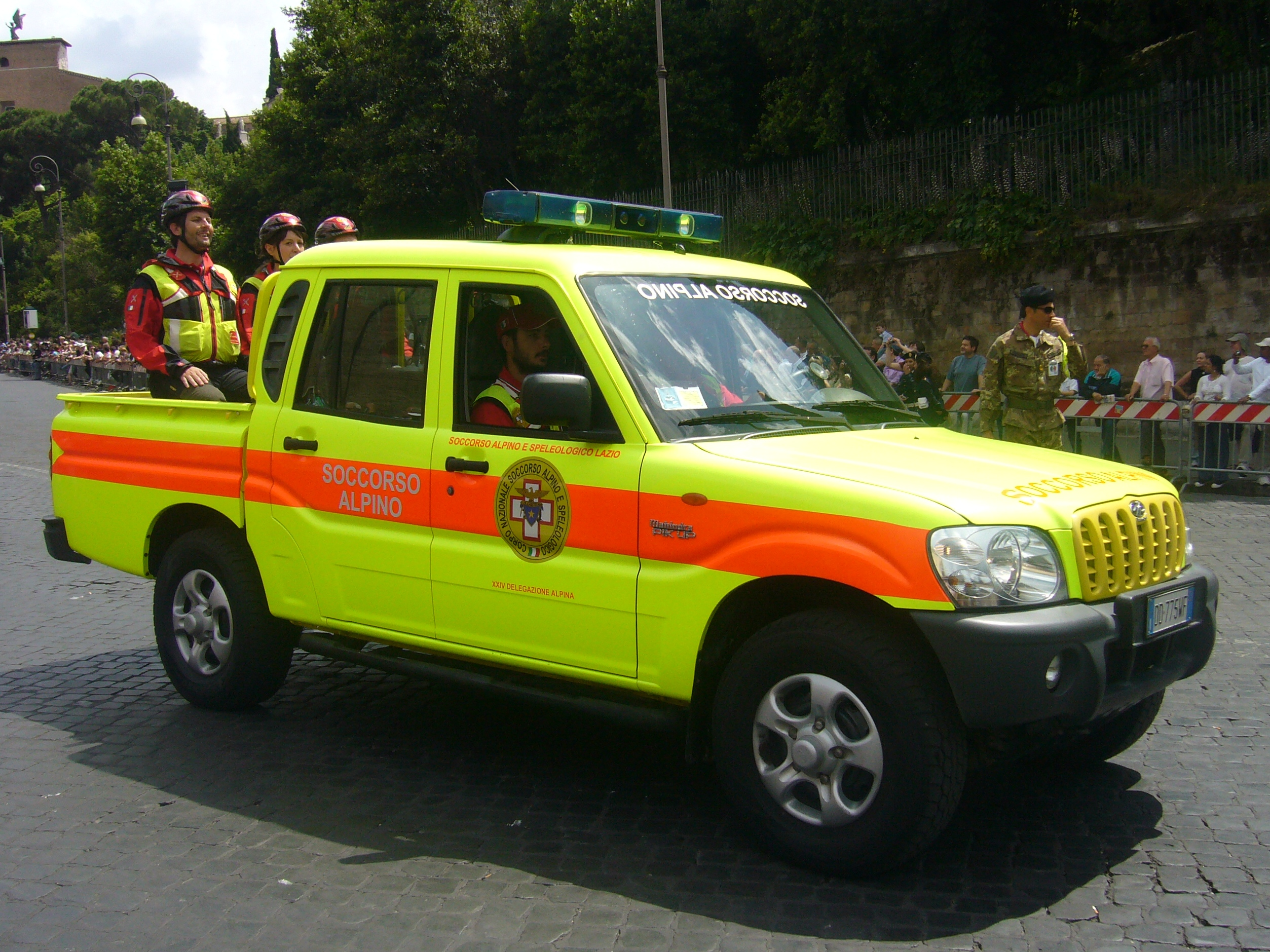
Fahrzeug des italienischen Bergrettungsdienstes

Das Corpo Nazionale Soccorso Alpino e Speleologico (CNSAS, dt. „Nationales Berg- und Höhlenrettungskorps“) ist eine Hilfsorganisation in Italien. Als Teil des italienischen Alpenvereins Club Alpino Italiano ist das CNSAS im Bereich der Bergrettung und der Höhlenrettung aktiv. Die einheitliche Notrufnummer für Rettungsdienste in Italien ist die 118, alternativ die 112 (Carabinieri und Euronotruf).

## Organisation

### National
An der Spitze des CNSAS steht ein Präsident und zwei Stellvertreter sowie der Nationale Rat mit Vertretern aus den Regionen. In allen 20 italienischen Regionen gibt es Niederlassungen, in Trentino-Südtirol jeweils eine in den beiden autonomen Provinzen Trient und Bozen. Insgesamt unterstehen diesen Niederlassungen 242 Bergrettungsstationen und 27 Höhlenrettungsstationen mit rund 7.200 ehrenamtlichen Fachkräften (Stand 2009). Freiwillige Rettungshelfer müssen Mitglieder des Alpenvereins CAI und zwischen 18 und 45 Jahre alt sein und einen Eignungstest bestehen. Die Aus- und Weiterbildung findet an acht Fachschulen statt. Das CNSAS ist als staatlich anerkannte Rettungsorganisation Teil des italienischen „Zivilschutzes“ (Katastrophenschutz). Es arbeitet eng mit der Bergwacht der Guardia di Finanza und anderen Polizeien und Rettungsdiensten zusammen.

### Südtirol
In Südtirol unterhält das CNSAS 21 Bergrettungsstellen und eine Höhlenrettungsstelle mit insgesamt 600 Bergrettern und Bergführern deutscher, italienischer und ladinischer Sprache. Hinzu kommen 34 Rettungsstellen und 905 ehrenamtliche Helfer des Bergrettungsdienstes (BRD) des Alpenvereins Südtirol.

## Geschichte
Im Jahr 1926 stellte der Alpenverein CAI erste permanente Bergrettungsmannschaften auf, 1932 folgten die ersten Bergrettungsstationen. Zwischen 1946 und 1953 expandierte der Bergrettungsdienst des CAI stetig. 1954 kam es zur formellen Gründung des damals nur als Corpo di Soccorso Alpino bezeichneten „Bergrettungskorps“ des CAI. 1968 dehnte man es auch auf die Höhlenrettung aus, jedoch erhielt es erst 1990 seinen heutigen Namen. 